# Samuel Ogbemudia Stadium

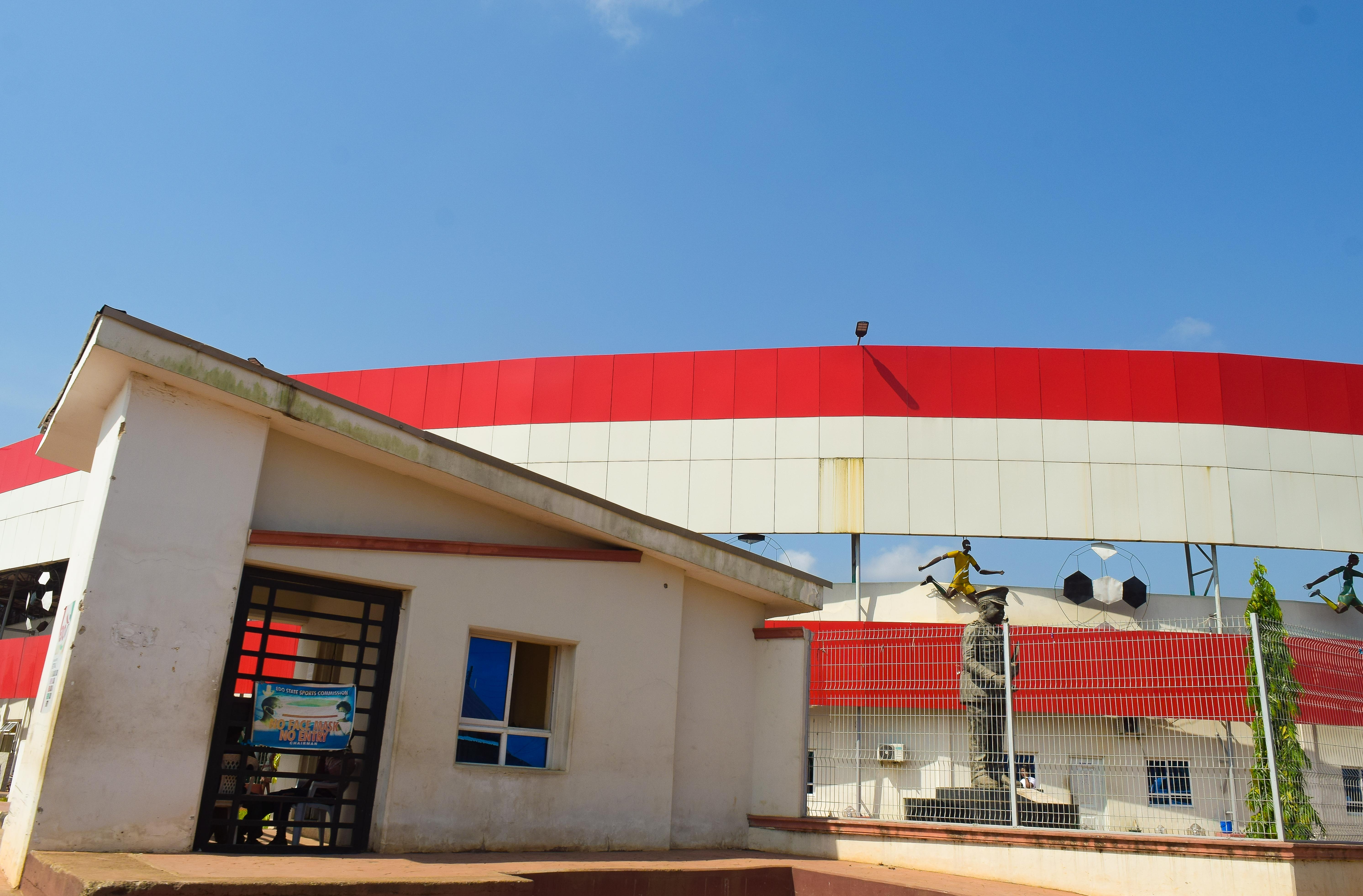
Samuel Ogbemudia Stadium

Samuel Ogbemudia Stadium – wielofunkcyjny stadion w mieście Benin w Nigerii.
Najczęściej używany jest jako stadion piłkarski, a swoje mecze rozgrywa na nim drużyna Bendel Insurance FC. Stadion może pomieścić 20 tysięcy widzów.